# Asplenium macilentum
Asplenium macilentum är en svartbräkenväxtart som beskrevs av Kze. och Kl. Asplenium macilentum ingår i släktet Asplenium och familjen Aspleniaceae. Inga underarter finns listade.

## Bildgalleri

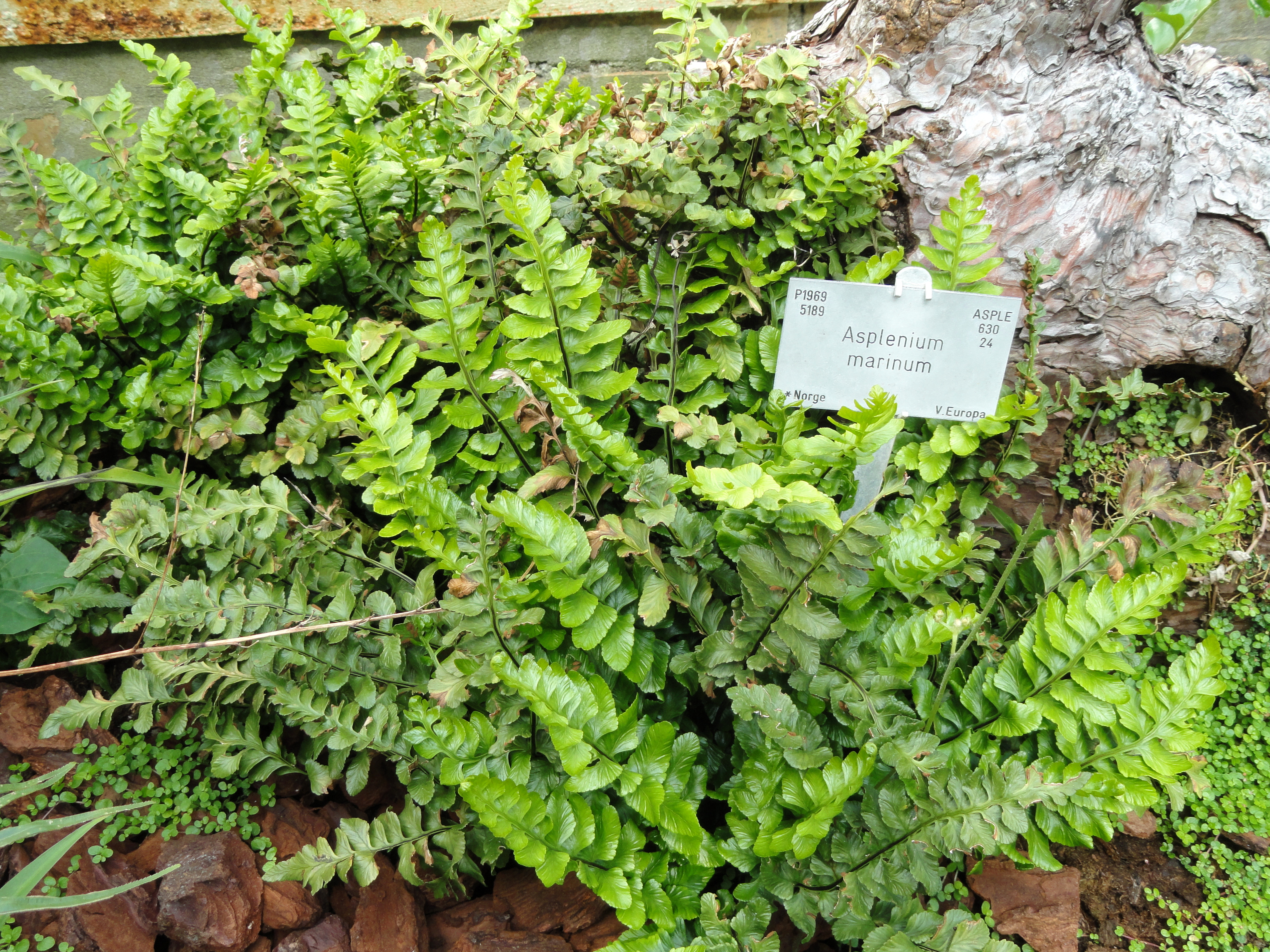